# Aradus insignitus
Aradus insignitus är en insektsart som beskrevs av Parshley 1921. Aradus insignitus ingår i släktet Aradus och familjen barkskinnbaggar. Inga underarter finns listade i Catalogue of Life.